# Le Légataire
Le Légataire est une série de bande dessinée française dérivée du Le Décalogue. Écrite par Frank Giroud et dessinée par Joseph Béhé (assisté de Camille Meyer), qui avaient signé le premier tome de la série-mère, elle compte cinq volumes publiés entre 2006 et 2010 par Glénat.
Cette série, qui se déroule deux ans après les événements du premier tome du Décalogue, suit Merwan Khadder, un homme musulman qui cherche à récupérer des archives relatives à Mahomet, également convoitées par de nombreuses autres personnes.

## Histoire
Le premier tome de la série reprend juste après la fin du tome 1 du Décalogue, il est donc la suite chronologique de cet album.
On suit le parcours de Merwan (héros du tome 2 du Décalogue) dans sa quête de la vérité. Troublé par Nahik et les propos de Halid Riza et traqué à la fois par les intégristes et les forces de police, il part à Glasgow retrouver Simon Broemecke (tome 1 du Décalogue) dont le roman, au grand étonnement de Merwan, est la traduction quasi-littérale de Nahik.
Apprenant le suicide de l'écrivain, Merwan affronte le tueur de la Clyde et les islamistes et remonte petit à petit (à la manière du lecteur du Décalogue) dans l'histoire de Nahik à travers les découvertes de Halid Riza. L'omoplate existe-elle vraiment ? A-t-elle été écrite des mains mêmes du prophète ? La fin du Décalogue semble faire croire que non… mais… et si Halid Riza avait découvert autre chose ? Un véritable Décalogue ?

## Liste des albums
- Joseph Béhé (dessin) et Camille Meyer (sotry-board et roughs) et Frank Giroud (scénario), Le Légataire, Glénat :

1. Le Rendez-vous de Glasgow, janvier 2006  (ISBN 2723445194)[2].
2. Le Songe de Médine, janvier 2007  (ISBN 9782723454599)[3].
3. Le Labyrinthe de Thot, avril 2008  (ISBN 9782723459723)[4].
4. Le Cardinal, février 2009  (ISBN 9782723465496)[5].
5. Le Testament du prophète, novembre 2010  (ISBN 9782723472593).